# Maximilian Heidenreich
Maximilian Heidenreich (Hannover, Alemania, 9 de mayo de 1967-6 de noviembre de 2024) fue un futbolista y entrenador de fútbol alemán que jugó en las posiciones de líbero y centrocampista.

## Carrera deportiva

### Jugador
Cuando el Hannover 96, entonces club de segunda división, se enfrentaba a serios problemas financieros antes de la temporada 1984/85, el entrenador Werner Biskup llenó el equipo de jóvenes talentos. Heidenreich también fue traído del juvenil A de Hannover 96 cuando tenía diecisiete años. En su primer año como profesional, se abrió camino en el equipo regular de los 96 y ayudó a su club a ascender a la Bundesliga a través de actuaciones consistentes. El FC Bayern de Múnich se interesó por el joven mediapunta, que según los expertos era de gran talento. Sin embargo, no hubo cambios. Al final de la temporada 1985/86 de la Bundesliga, los hannoverianos descendieron de nuevo a la 2.ª división, y Heidenreich también fue un habitual en la siguiente temporada de segunda división.
En la temporada 1987/88, Heidenreich jugó en el TSV 1860 de Múnich de la Bayern liga. En 1988, se trasladó al Eintracht Frankfurt de la Bundesliga, pero no pudo establecerse allí. Después de un año más en Hannover, fichó por el FC Basel en 1990, con el que jugó durante dos años.
Entre 1992 y 1997, Heidenreich jugó para el SC Freiburg bajo las órdenes del entrenador Volker Finke. Con el Sport-Club, ascendió a la Bundesliga en 1993 y terminó tercero en 1995, clasificándose para la Copa de la UEFA. Bajo el mando de Finke, Heidenreich fue utilizado principalmente en la defensa en una línea defensiva de tres hombres. El salto al fútbol internacional, que sus compañeros del club Friburgo Jens Todt y Jörg Heinrich lograron en su momento, le fue negado. En 1997, se trasladó al VfL Wolfsburg y jugó 10 partidos en la Bundesliga antes de unirse al SG Wattenscheid 09 para la temporada 1998/99, pero no jugó allí. Después de su carrera profesional, siguió en activo en el club Blau-Weiß Wiehre de la Kreisliga.
| Periodo   | Club                |
| --------- | ------------------- |
| 1984-1987 | Hannover 96         |
| 1987-1988 | TSV 1860 Munich     |
| 1988-1989 | Eintracht Frankfurt |
| 1989-1990 | Hannover 96         |
| 1990-1992 | FC Basel            |
| 1992-1997 | SC Freiburg         |
| 1997–1998 | VfL Wolfsburg       |
| 1998–1999 | SG Wattenscheid 09  |

### Selección nacional
Jugó con la selección nacional sub-21 en 3 ocasiones entre 1985 y 1986.

### Entrenador
| Periodo   | Club          |
| --------- | ------------- |
| 2001–2008 | Freiburger FC |
| 2009–2011 | SV Weil       |
| 2011–2014 | FC Denzlingen |
| 2015–2017 | SV Weil       |

## Muerte
Heidenreich murió el 6 de noviembre de 2024 de cáncer de colon a los 57 años.

## Logros
- 2. Bundesliga (2): 1986/87, 1992/93